# M'pingo
M'pingo of (Afrikaanse) grenadille (Dalbergia melanoxylon) is een bloeiende boom (4–15 meter hoog) uit de vlinderbloemenfamilie (Fabaceae) die endemisch is in de droge regio van Afrika van Senegal tot Eritrea in het oosten en Transvaal in het zuiden. 

## Hout
De boom is als leverancier van hout bekend vanwege zijn hoge dichtheid, uitstekende bewerkbaarheid en geschiktheid voor instrumentenfabricage (klarinet, hobo enz.).
Optisch heeft de houtsoort veel weg van ebben.